# Ueno park

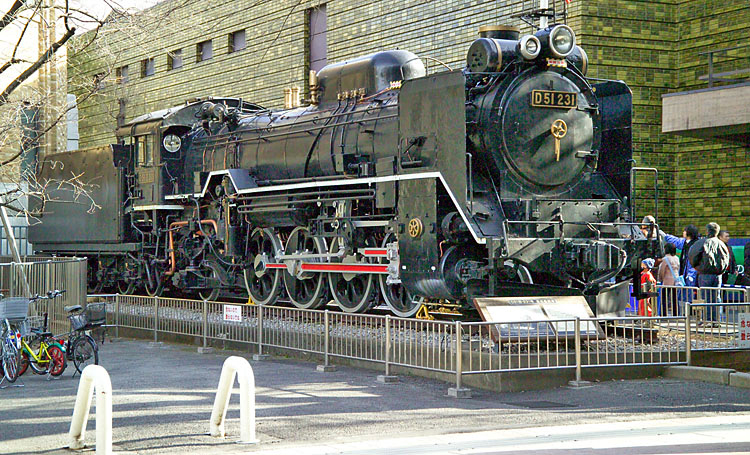
Gőzmozdony a Japán Nemzeti Tudományos Múzeum épülete előtt

Az Ueno park (上野公園 Ueno Kōen) egy tágas közpark Tokió Taitó kerületének Ueno körzetében, Japánban. Helyet nyújt a Kan'eidzsinek, egy templomnak a Tokugava sógunok korából, akik az Edo kastély védelme érdekében építettek, attól északkeletre. A templomot lerombolták a Bosin-háború alatt.
Az Ueno parkot Taisó császár alapította, mikor egy császári földbirtokot odaadományozott Tokiónak 1924-ben. A hivatalos neve Ueno Onsi Kóen (上野恩賜公園), ami lefordítva „Ueno Császári Adomány Park”-ot jelent.

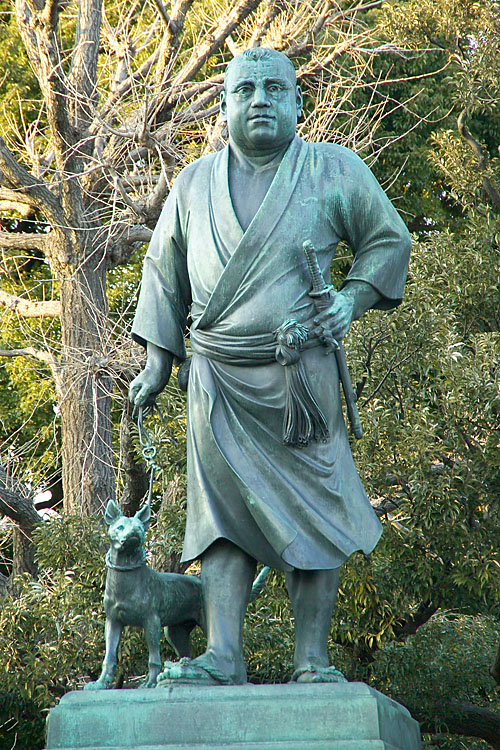
Szaigó Takamori szobra

Egy híres szobor áll a parkban, ami Szaigó Takamorit ábrázolja a kutyáját sétáltatva.
Három múzeum (Tokiói Nemzeti Múzeum, Japán Nemzeti Tudományos Múzeum és a Nemzeti Nyugati Művészetek Múzeum) egy hangversenyterem, egy Tósógú szentély, a Sinobazu-tó a Benzaiten szentéllyel és az Ueno Állatkert teszi idegenforgalmi látványossággá és pihenőterületté mind a japán lakosok, mind a külföldiek körében.

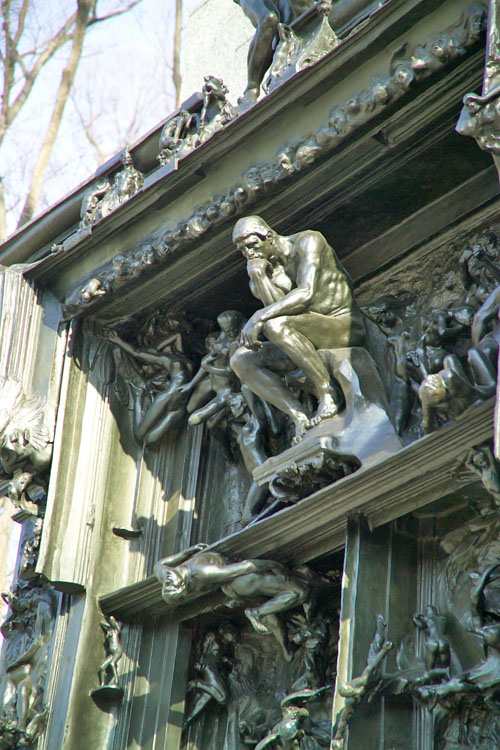
Auguste Rodin: A Pokol kapuja a Nemzeti Nyugati Művészetek Múzeumnál

Az Ueno park kiemelkedő fontossággal bír a japán képzeletben is, beleértve Mori Ógai Gan (A vadlúd) című művét.
Az Ueno park ad otthont sok hajléktalan embernek.